# Ommastrephes bartramii
Ommastrephes bartramii är en bläckfiskart som först beskrevs av Charles Alexandre Lesueur 1821.  Ommastrephes bartramii ingår i släktet Ommastrephes och familjen Ommastrephidae. Inga underarter finns listade i Catalogue of Life.